# Liga Portugal 2
Liga Portugal 2, med det nuvarande namnet Liga Portugal SABSEG efter huvudsponsorn, mest känd som Liga 2, är den näst högsta divisionen i fotboll för herrar i Portugal sedan 1991.

## Liganamn
Ligan har haft flera olika namn genom åren. 2022-2023 har den sponsornamnet Liga Portugal SABSEG.
| År        | Namn                     |
| --------- | ------------------------ |
| 1990–2000 | Segunda Divisão de Honra |
| 2000–2002 | Segunda Liga             |
| 2002–2006 | Liga de Honra            |
| 2006–2010 | Liga Vitalis             |
| 2010–2012 | Liga Orangina            |
| 2012–2015 | Segunda Liga             |
| 2015–2020 | LigaPro                  |
| 2020–     | Liga Portugal 2          |

## Seriespelet
Liga Portugal 2 består av 18 klubbar från hela Portugal. Under en säsong möter varje klubb varandra två gånger, en hemma- och en bortamatch, totalt 34 matcher.

Sedan 2005/06 flyttas de två främsta klubbarna upp till Primeira Liga och samtidigt flyttas de två sista ned till Liga 3.

## Klubbar säsongen 2022/2023
- Académico de Viseu
- Belenenses SAD
- Benfica B
- CF Estrela da Amadora
- Farense
- Porto B
- Feirense
- Leixões
- Mafra
- Moreirense
- Nacional
- Oliveirense
- Penafiel
- Sp. Covilhã
- Tondela
- Torreense[6]
- Trofense
- Vilafranquense

## Liga 2-mästare
| Titlar | Klubb             |
| ------ | ----------------- |
| 4      | Paços de Ferreira |
| 3      | Estoril Praia     |
| 3      | Rio Ave           |
| 2      | Beira-Mar         |
| 2      | Moreirense        |
| 2      | Gil Vicente       |